# Vuivre
La guivre (o vuivre) è una creatura della mitologia cristiana somigliante al drago e alla viverna. I termini "guivre" e "vuivre", al pari degli affini "viverna" e "wurm" (tutti designanti mostri dalle fattezze serpentine), derivano dal francoconteese "vouivre", che a sua volta deriva dal latino "vipera".

## Descrizione
La guivre è descritta come un grosso serpente con una testa di drago, la quale in certe fonti ha sulla fronte delle corna. È dotata di un alito velenoso, con la quale attacca gli uomini con particolare aggressività, anche se non viene provocata. Questi mostri avrebbero popolato i pozzi e torrenti della Francia medievale, costituendo una minaccia mortale per la popolazione delle campagne. Il loro unico punto debole è che non sopportano la vista di uomini nudi: trovandosene uno davanti, fuggono intimidite.
Una leggenda narra dell'incontro dei santi Sansone di Dol e Suliao (V sec.) con una piccola guivre. Un prete commise peccato di gola in loro presenza, nascondendo una forma di pane sotto la propria tonaca, e fu improvvisamente colto da spasmi. Suliao, compreso cosa stava accadendo, ammonì il prete e, aprendogli la tonaca, scorse sotto di essa una guivre, che rimosse, prima di celebrare un esorcismo. Il mostro fu successivamente scaraventato giù da un tetto della vicina Garot.